# Funk Wav Bounces Vol. 2
Albums de Calvin Harris
Funk Wav Bounces Vol. 1
(2017)
Singles
1. Potion
Sortie : 27 mai 2022
2. New Money
Sortie : 1 juillet 2022
3. Stay With Me
Sortie : 15 juillet 2022
4. Need To You
Sortie : 29 juillet 2022

Funk Wav Bounces Vol. 2 est le sixième album studio du disc jockey et producteur écossais Calvin Harris, sorti le 5 août 2022 sur le label Columbia Records.
Il fait suite à son précédent album Funk Wav Bounces Vol. 1, sorti en 2017.
L’album contient des singles en featuring avec des artistes tels que Snoop Dogg, Young Thug, Normani, Pharrell Williams, Dua Lipa, Justin Timberlake, Charlie Puth et bien d’autres.

## Production
En mars 2022, Harris a confirmé sur Twitter qu'il y aurait une suite à son album studio Funk Wav Bounces Vol. 1. Le 20 avril 2022, il a officiellement annoncé que l'album sortirait cet été via ses comptes de médias sociaux. Le 27 juillet 2022, Harris a annoncé la liste des pistes de l'album via les réseaux sociaux.

## Liste des pistes
| 1.    | Intro                                                                        | - Calvin Harris                                               | 0:41 |
| 2.    | New Money (feat. 21 Savage)                                                  |                                                               | 3:48 |
| 3.    | Potion (feat. Dua Lipa & Young Thug)                                         |                                                               | 3:35 |
| 4.    | Woman Of The Year (feat. Stefflon Don)                                       |                                                               | 3:26 |
| 5.    | Obssessed (feat. Charlie Puth & Shenseea)                                    | - Harris - Charlie Puth                                       | 3:46 |
| 6.    | New To You (feat. Normani & Offset)                                          |                                                               | 5:02 |
| 7.    | Ready Or Not (feat. Busta Rhymes)                                            | - Harris - Busta Rhymes                                       | 2:37 |
| 8.    | Stay With Me (feat. Pharrell Williams & Justin Timberlake)                   | - Harris - Pharrell Williams - Katy Perry - Justin Timberlake | 3:49 |
| 9.    | Stay With Me (Part 2) (feat. Pharrell Williams & Justin Timberlake & Halsey) |                                                               | 1:23 |
| 10.   | Somebody Else (feat. Jorja Smith & Lil Durk)                                 | - Harris - Jorja Smith                                        | 2:58 |
| 11.   | Nothing More To Say (feat. 6lack)                                            | Harris                                                        | 3:53 |
| 12.   | Live My Best Life                                                            | Harris                                                        | 2:43 |
| 13.   | Lean On Me                                                                   | Harris & Swae Lee                                             | 3:52 |
| 14.   | Day One                                                                      | Harris                                                        | 3:20 |
| 43:51 |                                                                              |                                                               |      |